# جیمز آلوازیوس اوگورمن
جیمز آلوازیوس اوگورمن (به انگلیسی: James Aloysius O'Gorman, Sr.) سناتور سابق عضو حزب دموکرات ایالات متحده آمریکا بود. وی در سال ۱۹۱۱ تا ۱۹۱۷ میلادی سناتور ایالت نیویورک در سنای ایالات متحده آمریکا بود.